# Eysarcoris
Eysarcoris  (лат.) — род клопов из семейства настоящих щитников.

## Описание
Клопы длиной не превышают 6 мм. Боковые края переднеспинки белые по всей длине.

## Систематика
В составе рода:
- Eysarcoris aeneus (Scopoli, 1763) — Щитник бронзовый[2]
- Eysarcoris confusus Fuente, 1971
- Eysarcoris distinctus (Schouteden)
- Eysarcoris hispalensis Fuente, 1971
- Eysarcoris lereddii (Le Guillou)
- Eysarcoris luisae Fuente, 1971
- Eysarcoris uniformis Fuente, 1971
- Eysarcoris ventralis (Westwood, 1837)
- Eysarcoris venustissimus (Schrank, 1776)